# سیارک ۱۳۵۷۶
سیارک ۱۳۵۷۶ (به انگلیسی: 13576 Gotoyoshi، نامگذاری:1993HW) سیزده هزار و پانصد و هفتاد و ششمین سیارک کشف شده‌است که در ۱۶ آوریل ۱۹۹۳ کشف شد.